# Calamus poensis
Calamus poensis är en enhjärtbladig växtart som beskrevs av Odoardo Beccari. Calamus poensis ingår i släktet Calamus och familjen Arecaceae. Inga underarter finns listade i Catalogue of Life.